# Vatellus perforatus
Vatellus perforatus är en skalbaggsart som först beskrevs av Guignot 1955.  Vatellus perforatus ingår i släktet Vatellus och familjen dykare. Inga underarter finns listade i Catalogue of Life.